# Joey Valence & Brae
Joey Valence & Brae — американський хіп-хоп дует, що складається з реперів Джозефа Бертоліно та Браедана Луге.

## Історія
Джозеф Бертоліно (Joseph Bertolino) та Браедан Луге (Braedan Lugue) познайомилися на першому курсі в Університеті штату Пенсільванія, де вони подружилися та почали разом створювати музику.
Їхній перший сингл «Crank It Up» вийшов у 2021 році.
У 2022 році дует випустив мініальбом The Underground Sound.
Їхній сьомий сингл «Punk Tactics» був випущений у 2022 році. Пісню порівнювали з музикою гурту Beastie Boys (Бертоліно називав їх «№1 за впливом і натхненням») і старішими альтернативними хіп-хоп піснями, з частими посилання на відеоігри та інтернет-меми, і це стало вірусним у соціальних мережах. Музичне відео на пісню було повністю знято на Nintendo DS.
У лютому 2022 року дует був представлений як спеціальні гості на Шоу Еллен Дедженерес, а пізніше з’явився на фестивалі Aftershock Festival у жовтні.
У 2022 році дует Joey Valence & Brae здійснив тур JVB Summer 2022.
У 2023 році дует випустив повноформатний альбом Punk Tactics. У 2023 році дует здійснив тур JVB Welcome To The Club.

## Дискографія

### Сингли
- Crank It Up (2021)
- Underground Sound (2021)
- Like What (2021)
- I'm Fresh (2021)
- Double Jump (2021)
- Ready Set (2022)
- Punk Tactics (2022)
- Hooligang (2022)
- Startafight (2022)
- Watch Yo Step (2022)
- Tanaka (2022)
- Tanaka 2 (2022, featuring Logic)
- Club Sandwich (2022)
- Drop!! (2023)
- Dance Now (2023)
- Kill Bill (2023)
- Gumdrop (2023)
- RN (2023)
- Can’t Stop Now (2023)
- Where U From (2024)
- John Cena (2024)

### Мініальбоми
- The Underground Sound (2022)

### Альбоми
- Punk Tactics (2023)

### Тури
- JVB Summer 2022 Tour (First tour)[6]
- JVB Welcome To The Club Tour (2023)[7]